# Centre for Educational Development
Centre for Educational Development (CED) er et universitetspædagogisk center på Aarhus Universitet. Centeret blev oprettet 1. oktober 2020 ved en sammenlægning af universitetets fire hidtidige pædagogiske centre og enheden for Educational IT.
Anne Mette Mørcke er per 2021 leder af CED og refererer til prorektor.

## Tidligere pædagogiske centre
Indtil sammenlægningen havde Aarhus Universitet et pædagogisk center for hvert fakultet:
- Center for Undervisningsudvikling og digitale medier (CUDiM) for Arts
- Center for Undervisning og Læring (CUL) for BSS
- Center for Sundhedsvidenskabelige Uddannelser (CESU) for Health
- Science and Technology Learning Lab (STLL) for Natural Sciences og Technical Sciences

## Studypedia
AU Studypedia er en guide til de studerende ved Aarhus Universitet med praktisk hjælp til hvordan man kan organisere sine studier. Studypedia hører nu under CED. Studypedia blev oprettet med navnet Studiemetro i 2002 af Tine Wirenfeldt Jensen, og blev redesignet og fik sit nuværende navn i 2017.